# Xã De Bastrop, Quận Ashley, Arkansas
Xã De Bastrop (tiếng Anh: De Bastrop Township) là một xã thuộc quận Ashley, tiểu bang Arkansas, Hoa Kỳ. Năm 2010, dân số của xã này là 319 người.